# 普勒奇湖

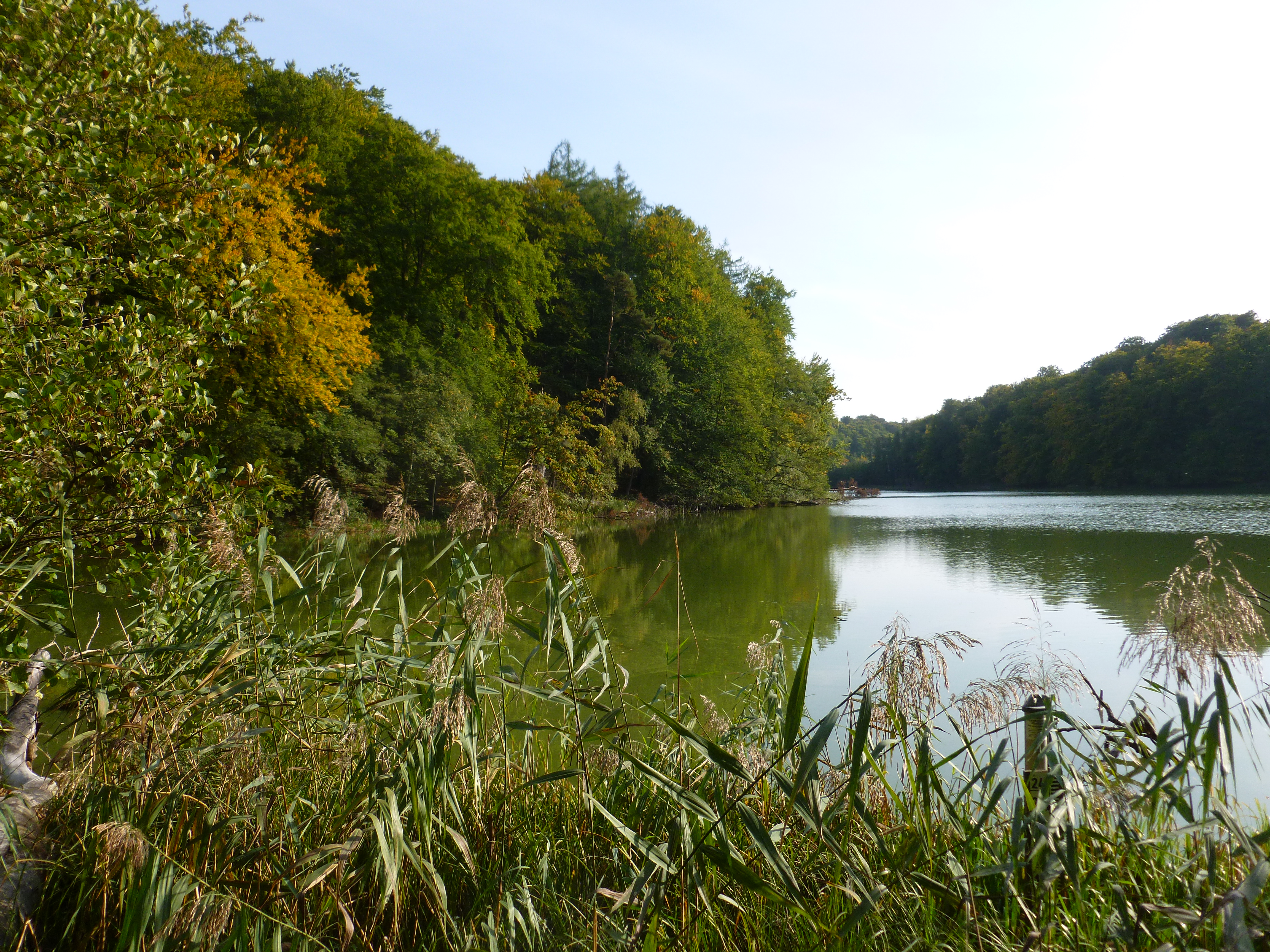

53°40′43″N 10°50′20″E / 53.6785°N 10.8389°E
普勒奇湖（德語：Plötscher See），是德國的湖泊，位於該國北部石勒蘇益格-荷爾斯泰因州，由勞恩堡縣負責管轄，面積0.09平方公里，平均水深5.4米，最大水深12.2米，水體容量46萬立方米，湖岸線長度1.3公里。